# Pyrunculus ovatus
Pyrunculus ovatus is een slakkensoort uit de familie van de Retusidae. De wetenschappelijke naam van de soort is voor het eerst geldig gepubliceerd in 1870 door Jeffreys.